# Громада поземельна
Громада поземельна — форма громади. Г.п. потрібно відрізняти від общини. Г.п. в Україні здавна була первинною адміністративно-територіальною одиницею як на селі, так і в місті. Громада ж як община — це об'єднання селян на основі спільного користування земельними угіддями при індивідуальному веденні господарства членами даного об'єднання. Община діяла тільки там, де була общинна форма землекористування.
Після скасування 1861 кріпацтва у Російській імперії Г.п. була перетворена на найнижчу адміністративну одиницю — сільську громаду (сільське «общество»). Сход домогосподарів сільської громади пильно контролювався царською адміністрацією й вирішував обмежене коло питань — переважно щодо розподілу та стягнення податків і повинностей на основі кругової поруки.
В УСРР функції сільської громади були передані сільраді, посаду старости ліквідовано. Крім того, обмеження виборчих прав для заможної верхівки села не давало можливості використати, не порушуючи закону, збори виборців для вирішення тих громадських питань, які раніше вирішував сход. Отже, діяльність сільської громади була паралізована. Тому, згідно із Земельним кодексом, 1922 в УСРР були засновані земельні громади. Останні не мали адміністративних функцій, що належали сільрадам. Земельна громада стежила за доцільним використанням земельних угідь, регулювала земельні відносини між своїми членами.
Земельні громади в УСРР були ліквідовані в ході суцільної колективізації сільського господарства, а їхні функції, згідно з постановою ЦВК СРСР від 3 лют. 1930, передані сільрадам.
На західно-українських землях, що перебували під владою Австро-Угорщини, Г.п. користувалася більшим самоврядуванням, але й там виборче право мали тільки чоловіки. Г.п. формувала раду й обирала війта, які діяли під наглядом урядової адміністрації.
На західно-українських землях, що до вересня 1939 перебували в складі Польщі, Г.п. становила частину адміністративної одиниці — гміни. Голову Г.п. (солтиса) і громадську раду обирали всі члени Г.п., які досягли 24 років (вибір солтиса затверджував повітовий староста). За діяльністю Г.п. здійснювався пильний адміністративно-поліційний нагляд. До компетенції Г.п. входило завідування громад. майном і угіддями, утримування сільс. шляхів, підтримання задовільного пожежно-санітарного стану тощо. З приходом рад. влади функції Г.п. передано сільрадам. Як земельно-госп. об'єднання діяли земельні громади, які були ліквідовані в ході суцільної колективізації с. госп-ва наприкінці 1940-х рр.